# موستامه
موستامه (به لاتین: Mustamäe) یکی از ناحیه‌های شهر تالین است.

## خصوصیات
موستامه ۸٫۱ کیلومترمربع مساحت و ۶۶٬۳۰۵ نفر جمعیت دارد.